# جولای گاومیشی سرسفید
جولای گاومیشی  (نام علمی: Dinemellia dinemelli) نام یک گونه از تیره مرغ جولا است.